# 中村雅之 (能楽プロデューサー)
中村 雅之（なかむら まさゆき、1959年 - ）は、横浜能楽堂館長。横浜市芸術文化振興財団理事。明治大学大学院兼任講師（文化マネジメント）。にっぽん文楽総合プロデューサー。東京芸術文化評議会専門委員。日本の伝統芸能を幅広くプロデュース、演出する。

## 略歴
- 1959年に北海道で生まれる。法政大学大学院修士課程修了[3]。
- 1991年から横浜市芸術振興財団の職員に。横浜能楽堂開館から携わる。[4]。

## 著作
- 『古典芸能てんこもり』（2007年、安西水丸絵、淡交社）、ISBN 978-4473034083
- 『英訳付き一冊でわかる日本の古典芸能』（2009年、ジェフリー・ハンター(Jeffrey Hunter)英訳、淡交社）、ISBN 978-4473035721
- 『能・狂言　日本の伝統芸能を楽しむ』（2016年、偕成社）ISBN 978-4035447306。児童向け解説
- 『沖縄 このしたい店 忘れられない味』（2016年、誠文堂新光社) 、ISBN 978-4416517260。写真：キッチン・ミノル
- 『これで眠くならない！能の名曲60選』（2016年、誠文堂新光社）、ISBN 978-4416315217
- 『歌い踊る切手』（2019年、切手の博物館）、ISBN 978-4-88963-834-9。図版解説
- 『野村萬斎　なぜ彼は一人勝ちなのか』（2022年3月、新潮新書）、ISBN 978-4106109447
- 『教養としての能楽史』（2022年10月、ちくま新書)、ISBN 978-4480075123
- 『空白の團十郎　十代目とその家族』（2024年、筑摩選書）、ISBN 978-4480018014